# Die Räuber (1967)
Die Räuber ist eine Verfilmung des gleichnamigen Dramas von Friedrich Schiller für den Deutschen Fernsehfunk.

## Handlung
Die Handlung des Films entspricht der literarischen Vorlage:
Kern der Handlung ist der Konflikt zwischen den Brüdern Karl und Franz Moor, Söhne des regierenden Grafen von Moor. Durch eine Intrige erreicht Franz, dass Karl enterbt und verstoßen wird. Dieser gründet daraufhin eine Räuberbande und wird deren Hauptmann. Franz will Karls Verlobte Amalia für sich gewinnen und täuscht Karls Tod vor, später auch den Tod des Vaters, den er in einem Turm einsperren lässt. Karl hat immer größere Verbrechen seiner Bande zu verantworten und zweifelt immer mehr an seiner Entscheidung. Von Sehnsucht geplagt, führt er die Bande zum väterlichen Schloss, wo er in Verkleidung noch einmal mit Amalia spricht. Er befreit seinen Vater aus dem Verlies, dieser stirbt aber vor Schreck, als er erfährt, dass sein Sohn zum Verbrecher geworden ist. Franz begeht Suizid, als die Räuber das Schloss stürmen. Da Karl sich auf Leben und Tod seiner Bande verschworen hat, ist eine glückliche Zukunft mit Amalia ausgeschlossen; unter diesen Umständen wünscht sich Amalia von ihm den Tod. Karl tötet sie, sagt sich von seiner Bande und seinem Verbrecherleben los und liefert sich der Justiz aus.

## Stil des Films und Verhältnis zum Drama
Vor dem Beginn der eigentlichen Handlung wird der Zuschauer durch zeitgenössische Bilder und Zitate in die Gesellschaft des späten 18. Jahrhunderts eingeführt, wobei besonders die Verschwendungssucht des Adels und die Ungerechtigkeiten des absolutistischen Herrschaftssystems betont werden.
Der Film verwendet den gekürzten, aber sonst weitestgehend originalen Text des Dramas. Die langen Szenen des Dramas werden im Film teils nicht aneinandergereiht, sondern miteinander verwoben. So folgt ein großer Teil von Franz Moors Eröffnungsmonolog (erster Akt, erste Szene) im Film erst nach seinem Dialog mit Amalia (erster Akt, dritte Szene). Das Gespräch, bei dem der Diener Daniel den verkleideten Karl Moor erkennt (vierter Akt, dritte Szene), wurde gestrichen.
Wie bei Fernsehfilmen dieser Zeit üblich, wurden auch die Waldszenen nicht draußen, sondern in einer Studiokulisse gedreht.

## Produktion
Der Film wurde vom Deutschen Fernsehfunk produziert und am 14. Juni 1967 zum ersten Mal ausgestrahlt. 2018 erschien er bei Studio Hamburg Enterprises auf DVD.